# 軍用グライダー
軍用グライダー（ぐんようグライダー）とは軍事目的に使われるグライダーである。

## 用途
軍事目的でグライダーが用いられる場合、主に2つの用途がある。いずれにも、動力を持たず他の航空機に曳航されるピュアグライダー形式と、動力を持ち、自力で離着陸可能なモーターグライダー形式のものがある。

### 訓練用

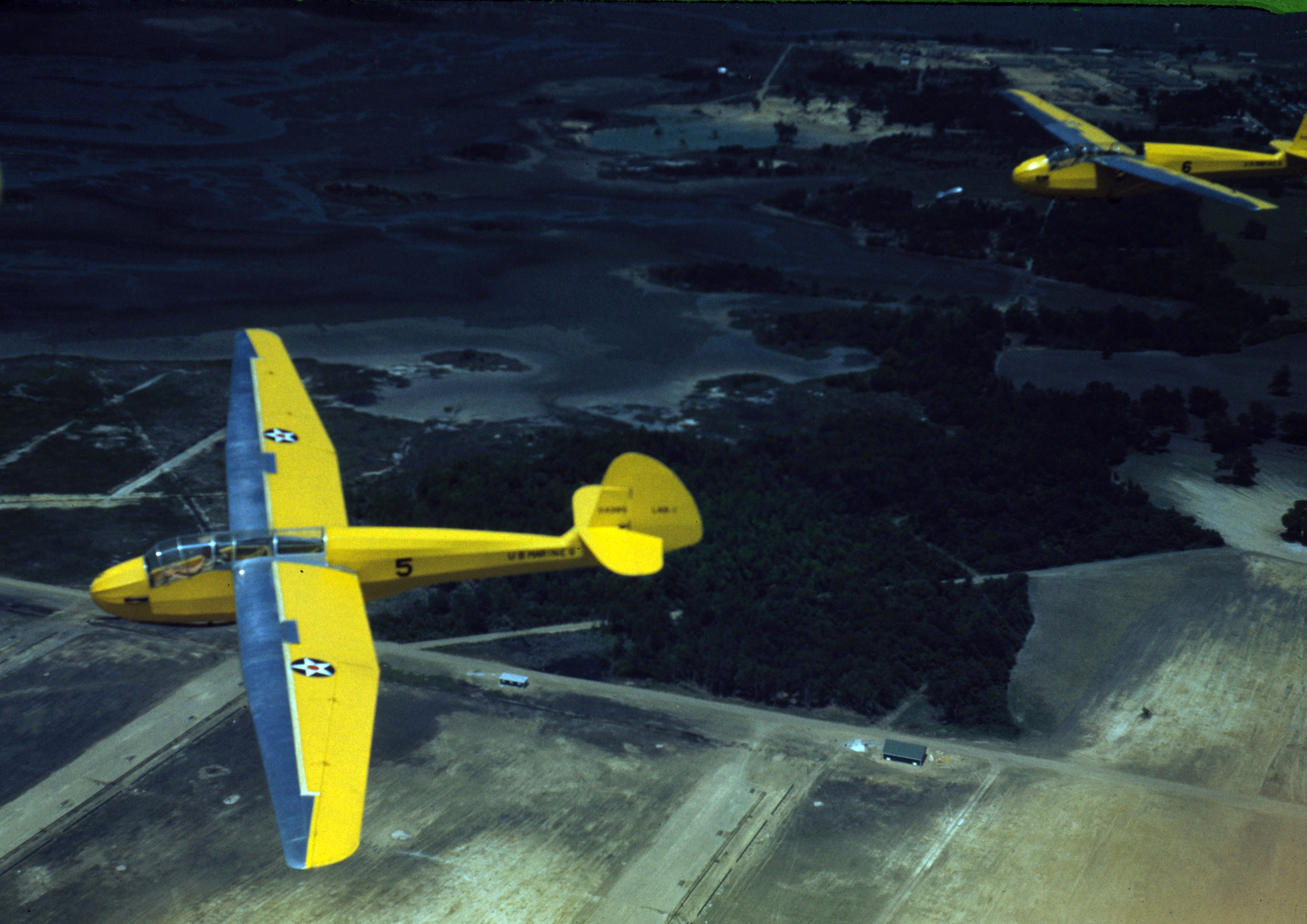
アメリカ海兵隊の軍用グライダー

本格的な練習機と異なり簡単な構造で大量に生産し、一度に大量の操縦士を養成できることから、第二次世界大戦前から多くの軍隊で用いられていた。ヴァイマル共和国軍は、ヴェルサイユ条約で航空機の保有が禁じられた以降もグライダーによる飛行クラブを有し、再軍備までの飛行技術の温存を図った。大日本帝国でも陸軍航空士官学校や予科練での飛行訓練にグライダーを多用したほか、ロケット迎撃機秋水の訓練に主機関を装備しない滑空機秋草が用いられた。
第二次世界大戦後は操縦士の需要が落ち着き、頑丈な構造で安価な練習機が開発されたことから、操縦訓練に利用されるケースは減ったが、アメリカ合衆国空軍士官学校など現在でも士官候補生向けにグライダーを操縦訓練の一部に組み込んでいる軍隊も少数ながらある。
防衛大学校のように航空機の運用法を学ぶため、低コストなグライダーを利用する例もある。

### 輸送用
第二次世界大戦中に世界各国で兵員や車両の輸送、強襲作戦に用いられた。適度な広さを有する平地に強行着陸し、着陸後に機体より兵員・物資を降ろすというものである。兵員や物資を空中からパラシュート降下させるのと比べて、落下傘訓練や重量物投下の技術が必要なく、車両や火砲を直接降下させることができたほか、落下傘降下では分散降下となる一方で、グライダーではある程度の兵員がまとまって着陸するため、降下後の部隊行動がパラシュート部隊よりも迅速に行えた。また無動力のものは静かで降下を察知されにくいという利点もあった。しかし、輸送機の輸送能力と軍事グライダーの輸送能力に著しい差が生じたこと、無動力のものは戦場に着陸してしまうと回収・再利用が難しいこと、牽引することで低速かつ運動が散漫となり発見されれば曳航機ごと敵機に撃墜されるリスクが高くなること、垂直離着陸が可能なヘリコプターの発達などで、第二次世界大戦後には使用されなくなった。わずかにソ連で試作が行われたが、曳航機が少ないことから開発中止になっている。それでも、強行着陸して兵員や物資を下ろすというコンセプトは後の軍用輸送機の設計に受け継がれており、現代の軍用輸送機のスタイルを初めて取り入れたC-123は輸送グライダーをベースに開発されている。

### その他
アメリカ海軍のX-26のように、技術試験用途にグライダーが用いられることもある。なお、技術試験グライダーの中にも、日本海軍の前翼型滑空機のようなモーターグライダー方式のものが存在する。
また、ソ連のA-40や日本陸軍の特三号戦車のように、空挺戦車に脱着式の翼を装備して滑空を可能にした車輛も試作・計画されていた。日本海軍では、グライダー爆弾として特攻を行う桜花、神龍があった。

## 歴史
第一次世界大戦後、ドイツでは将来の軍備の基礎となる青少年に滑空機教育を盛んに行った。その結果、機体の設計技術、操縦術が発達し、ヴァッサークッペは滑空機研究の聖地となり、世界各国からも人が集まった。
第二次世界大戦のヨーロッパ戦線では、連合国とドイツ国防軍が互いに輸送グライダーを用いた侵攻作戦を展開した。
1940年5月、ドイツがベルギー王国のエバン・エマール要塞に8人乗りグライダー12機を不意に着陸させ、要塞陥落の端緒を作った。これは滑空機を兵員輸送用に使用した最初の例だった。また1941年5月のクレタ島の戦いでも、ギリシャ、イギリス軍が防衛するクレタ島に空挺兵を上陸させる役割を担った。
対する連合国軍側も1944年6月、ノルマンディー上陸作戦において滑空機を用意した。
日本では1930年に磯部鉄吉退役海軍機関少佐の指導する「日本グライダー倶楽部」で実地訓練が積まれたり、他にも「九州帝国大学航空会」や「霧ヶ峰グライダー研究会」が活動した。
1935年夏、滑空機研究の必要性を痛感した日本陸軍は、所沢陸軍飛行学校に研究班を設け、5名の専習員を任命し、滑空機の操縦および整備を修得させるとともに、その軍事面の応用に関し基礎的研究を実施させた。ヴェルサイユ条約により軍事研究のためにドイツ人を利用することは禁止されていたので東日新聞、毎日新聞が民間航空指導のため招聘する形式で、日本陸軍は滑空界のドイツ人の援助を受けた。日本陸軍は滑空機の修得を飛行機操縦の階梯としてだけ軍事的価値を認め、青少年にスポーツとして奨励したにすぎなかったので、支那事変が勃発すると、滑空機の研究を不急のものとして中止した。
しかし、欧州の兵員輸送用滑空機の活躍に注目した陸軍は、滑空機の研究を再開し、試作を企業に命じた。日本陸軍では、実用機として人員輸送用の「ク-1」と戦車輸送用の「ク-6」があった。レイテ決戦にあたり「ク-1」をもって滑空第一連隊が編成されたが、運んでいた輸送船が沖縄東方海上で敵潜水艦に撃沈され、人員と器材を失い、実戦には使用されなかった。

## 主な機種

### ドイツ国
- ゴータ DFS 230
- ゴータ DFS 331 - 試作のみ。
- ゴータ Go 242 - 双発エンジンのゴータ Go 244もあったが、低速すぎて早期に退役した。
- ゴータ Ka 430 - 試作中に終戦。
- メッサーシュミット Me 321「ギガント」 - 巨大すぎて曳航が困難であったため、6発エンジンの巨大輸送機メッサーシュミット Me 323「ギガント」に改造。
- ユンカース Ju 322 「マムート」
- ブローム・ウント・フォス BV 40 - 戦闘グライダー。試作のみ。
- アカフリーク・ダルムシュタット/アカフリーク・ミュンヘン DM1 - 実験機。

### 大日本帝国 / 日本国
- 所沢 藤田式初級滑空機 - 実験機。
- 福田 キ23 - 試作のみ。
- 石川島 キ24
- 石川島 キ25 - 試作のみ。
- 石川島 キ26 - 試作のみ。
- 前田 ク1 二式小型輸送滑空機
- 萱場 ク2 萱場二型滑空機 - 実験機。
- 萱場 ク3 萱場三型滑空機 - 実験機。
- 前田 ク5 - 試作のみ。
- 前田/三菱 ク6 特三号戦車 - 滑空可能な空挺戦車。試作のみ。
- 日本国際航空 ク7 まなづる - 試作のみ。エンジンを搭載したキ105「鳳」も存在。
- 日本国際航空 ク8 四式特殊輸送機 - エンジンを搭載したキ111も存在。
- 福田 ク9 - 計画のみ。
- 前田 ク10
- 日本小型 ク11 - 試作のみ。
- 福田 ク12 - 試作のみ。
- 日本小型 ク17 - 計画のみ。
- 萱場 HK-1 萱場一型滑空機 - 実験機。
- 日本小型 MXJ1 若草
- 美津野 MXZ1 十七試初歩滑空練習機 - 試作のみ。
- 空技廠 MXY3 滑空標的機 - 対空射撃用標的機。無人。
- 空技廠 MXY5 特殊輸送機 - 試作のみ。
- 空技廠 MXY7-K 桜花練習滑空機 - ロケット特攻機桜花の無動力練習機。
- 空技廠 MXY8/ク13 秋草 - ロケット戦闘機秋水の無動力練習機。
- 日本小型 力
- 美津濃 五十鈴 - 計画のみ。
- 文部省 文部省式1型
- 福田 光式2.2型
- 日本小型 K-14/ク14
- 防大/富士 B-5

### ソビエト社会主義共和国連邦
- アントノフ A-7
- アントノフ A-40 - 滑空可能な空挺戦車。試作のみ。
- グリボフスキ G-11
- イリューシン Il-32 - 第二次世界大戦後に開発された機体。試作のみ。
- ヤコブレフ Yak-14 - 第二次世界大戦後に開発された機体。

### アメリカ合衆国
- ブリストル XLRQ - 水陸両用の輸送グライダー。試作のみ。
- ワコー CG-3
- ワコー CG-4A
- ワコー CG-13A
- ワコー CG-15
- シュワイザー TG-1
- アレキサンダー・シュライハー TG-9
- LET TG-10C
- コーネリアス XFG-1
- シュワイザー X-26

### グレートブリテンおよび北アイルランド連合王国
- エアスピード ホルサ
- ゼネラル・エアクラフト ホットスパー
- ゼネラル・エアクラフト ハミルカー
- コルディッツ コック